# Приволье (Колышлейский район)
Приво́лье — село в Колышлейском районе Пензенской области России. Входит в состав Телегинского сельсовета.

## География
Село находится в южной части Пензенской области, в пределах западного склона Приволжской возвышенности, в лесостепной зоне, на правом берегу реки Тагайка, при автодороге 58К-359, на расстоянии примерно 25 км (по прямой) к северо-востоку от посёлка городского типа Колышлей, административного центра района. Абсолютная высота — 185 м над уровнем моря.

### Климат
Климат характеризуется как умеренно континентальный, с тёплым летом и умеренно холодной продолжительной зимой. Средняя температура воздуха самого холодного месяца (января) составляет −13,2 °C; самого тёплого месяца (июля) — 17 °C. Годовое количество атмосферных осадков — 600 мм, из которых большая часть выпадает в тёплый период.

### Часовой пояс
Село Приволье, как и вся Пензенская область, находится в часовой зоне МСК (московское время). Смещение применяемого времени относительно UTC составляет +3:00.

## Население
| 1864 | 1911 | 1926 | 1930 | 1939 | 1959 | 1979 |
| ---- | ---- | ---- | ---- | ---- | ---- | ---- |
| 353  | ↘93  | ↗181 | ↗200 | ↘108 | ↘97  | ↗184 |
| 1989 | 1996 | 2002 | 2010 |      |      |      |
| ↘153 | ↘150 | ↘131 | ↘117 |      |      |      |

### Национальный состав
Согласно результатам переписи 2002 года, в национальной структуре населения русские составляли 91 %.